# Mr. Wain

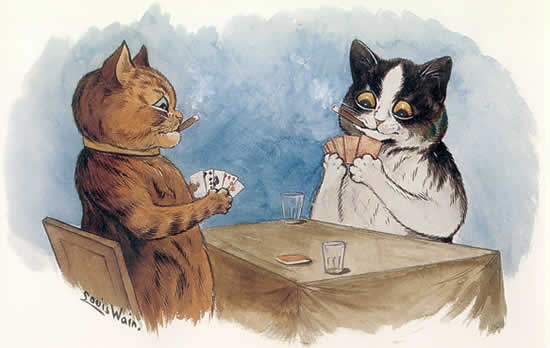
Gats jugant a pòquer, una de les obres de Louis Wain

Mr. Wain (originalment en anglès, The Electrical Life of Louis Wain) és una pel·lícula de comèdia dramàtica biogràfica britànica del 2021 dirigida per Will Sharpe, a partir d'una història de Simon Stephenson i el guió dels mateixos Stephenson i Sharpe. És protagonitzada per Benedict Cumberbatch (com a l'excèntric artista Louis Wain), Claire Foy, Andrea Riseborough i Toby Jones.
Mr. Wain es va estrenar al 48è Festival de Cinema de Telluride el 2 de setembre de 2021, seguida d'una projecció al Festival Internacional de Cinema de Toronto d'aquest mateix mes. Va tenir un llançament limitat el 22 d'octubre de 2021 i es va estrenar als Estats Units a Prime Video el 5 de novembre. El 23 d'abril de 2022 es va estrenar la versió subtitulada al català amb motiu del BCN Film Fest. Posteriorment, el mateix any es va incloure la versió doblada al català en diverses plataformes digitals.

## Repartiment
- Benedict Cumberbatch com a Louis Wain
  - Jimmy Winch com al jove Louis Wain
- Claire Foy com a Emily Richardson-Wain
- Andrea Riseborough com a Caroline Wain
- Toby Jones com a William Ingram
- Sharon Rooney com a Josephine Wain
- Aimee Lou Wood com a Claire Wain[13]
  - Cassia McCarthy com a la jove Claire Wain
- Hayley Squires com a Marie Wain
  - Anya McKenna-Bruce com a la jove Marie Wain
- Stacy Martin com a Felicie Wain
  - Indica Watson com a la jove Felicie Wain
- Phoebe Nicholls com a Mrs. Wain
- Adeel Akhtar com a Dan Rider
- Julian Barratt com al Dr. Elphick
- Dorothy Atkinson com a Mrs. DuFrayne
- Sophia Di Martino com a Judith
- Daniel Rigby com a Bendigo
- Olivier Richters com a Journeyman Boxer
- Olivia Colman com a narradora[14]
- Asim Chaudhry com a Herbert Railton
- Taika Waititi com a Max Kase[14]
- Nick Cave com a H.G. Wells[14]
- Richard Ayoade com a Henry Wood
- Jamie Demetriou com a Richard Caton Woodville Jr.[15]

## Producció
El guió original de Simon Stephenson va ser seleccionat per al Britlist dels guions no produïts més populars del Regne Unit el 2014.
La pel·lícula es va anunciar el juliol de 2019, amb els actors Benedict Cumberbatch, Claire Foy, Andrea Riseborough i Toby Jones. Will Sharpe coescriuria i dirigiria la cinta, i el rodatge començaria el 10 d'agost a Londres. L'agost de 2019, Aimee Lou Wood, Hayley Squires, Stacy Martin, Julian Barratt, Sharon Rooney, Adeel Akhtar i Asim Chaudhry es van unir al repartiment de la pel·lícula.